# Synagoga w Radłowie
Synagoga w Radłowie – nieistniejący budynek synagogi, który znajdował się w Radłowie przy placu Tadeusza Kościuszki 5.

## Historia synagogi
Synagoga została zbudowana w XIX wieku. Podczas II wojny światowej hitlerowcy zdewastowali synagogę. Po zakończeniu wojny budynek przebudowano na kino. Do października 2018 roku budynek pozostawał opuszczony. W wyniku rozbudowy infrastruktury miejskiej synagoga została całkowicie zburzona. Na jej miejscu powstało Miejskie Centrum Kultury. Zachowano 1 ścianę dawnej synagogi i na niej umieszczono tablicę pamiątkową. 